# ديتليف ميليس
ديتليف ميليس (بالألمانية: Detlev Mehlis) (ولد سنة 1949 م) وكيل نيابة رفيع في مكتب المدعي العام في برلين.
أشرف على التحقيق في قضية تفجير ديسكوتيك لابيل في برلين الغربية آنذاك سنة 1986 م، والتي أودت بحياة جنديين أمريكيين وامرأة تركية. كشف تحقيق ميليس عن تورط المخابرات الليبية في التفجير.
كما كشف ميليس في تحقيق آخر عن تورط الإرهابي كارلوس في الاعتداء على المركز الثقافي الفرنسي ميزون دي فرانس، أيضاً في برلين الغربية في 1983 م.
القاضي الدولي التابع للأمم المتحدة المكلف بالتحقيق باغتيال الرئيس رفيق الحريري وهو رئيس لجنة التحقيق الدولية المستقلة المنشأة بموجب قرار 1595 الصادر لمجلس الأمن لسنة 2005 م.
وقد أعلن القاضي الألماني ديتليف ميليس انتهاء مهمته على رأس لجنة التحقيق الدولية في اغتيال رئيس الحكومة اللبناني الاسبق رفيق الحريري في الأول من كانون الثاني/يناير في وقت طلبت بيروت تمديد مهمة اللجنة لمدة ستة أشهر.ويأتي هذا الإعلان قبل بضعة أيام من جلسة استجواب اللجنة الدولية في فيينا لخمسة مسؤولين سوريين. وخلفه في رئاسة التحقيق سيرج براميرتز.

## نتيجة التحقيقات
في عام 2005 ، عيّن الأمين العام للأمم المتحدة كوفي عنان ميليس مفوضاً للجنة التحقيق الدولية المستقلة التابعة للأمم المتحدة (UNIIIC) في اغتيال رئيس الوزراء اللبناني السابق رفيق الحريري و 22 شخصاً آخر في بيروت. في أكتوبر 2005 ، هدد جند الشام بذبح ديتليف ميليس بينما كان يترأس تحقيق الأمم المتحدة في اغتيال رفيق الحريري ، مدعيا أن ميليس على صلة بإسرائيل ووكالة المخابرات المركزية.
كان ميليس رئيس لجنة التحقيق الدولية المستقلة التابعة للأمم المتحدة من 13 مايو 2005 إلى 11 يناير 2006. أصدر تقريرين خلال فترة ولايته. المحكمة الخاصة بلبنان لم تُنشأ بعد عندما كان في هذا المنصب.
وقد تم تقديم تقرير ميليس الأول إلى الأمين العام في 20 أكتوبر 2005. وقد تورط المخابرات العسكرية اللبنانية والسورية في عملية الاغتيال ، واتهم المسؤولين السوريين ، بمن فيهم وزير الخارجية الآن المعلم ، بتضليل التحقيق. تقرير ثان ، قدم في 10 ديسمبر 2005 ، يؤيد استنتاجات التقرير الأول. في 11 يناير 2006 ، تم استبدال ميليس ، بناءً على اقتراحه الخاص ، سيرج براميرتز ، الذي أيد استنتاجات لجنة التحقيق الدولية المستقلة تحت حكم ميليس. وفي وقت لاحق ، أصدرت المحكمة الخاصة بلبنان لائحة اتهام ضد أشخاص يُزعم أنهم على صلة بحزب الله. تحدت مجلة روسية تسمى Odnako تحقيق الأمم المتحدة بأكمله.
تقديراً لإنجازاته في مكافحة الإرهاب ، تم منح ميليس جائزة Bundesverdienstkreuz Erster Klasse الألمانية (وسام الاستحقاق من الدرجة الأولى) والفرنسية l'Ordre National de Merite.
في عام 2009 ، تم تعيين ميليس من قبل المفوضية الأوروبية لرئاسة «برنامج الاتحاد الأوروبي لدعم العدالة الفلبينية» (EPJUST). يهدف البرنامج بنجاح إلى مساعدة السلطات والمجتمع المدني على حد سواء في مكافحة عمليات القتل خارج نطاق القضاء والاختفاء القسري في الفلبين.

## اقرأ أيضا
- قرار 1595
- قرار 1559
- سيرج براميرتز